# Pentodon distandidens
Pentodon distandidens är en skalbaggsart som beskrevs av Edmund Reitter 1898. Pentodon distandidens ingår i släktet Pentodon och familjen Dynastidae. Utöver nominatformen finns också underarten P. d. gobicum.